# Berlin School
Per Scuola di Berlino, Scuola berlinese di musica elettronica (dal tedesco Berliner Schule der elektronischen Musik) o Berlin School si intende uno stile musicale emerso durante gli anni settanta in Germania. 

## Caratteristiche
La Berlin School ha evidenti correlazioni con il krautrock, appartiene al più vasto insieme degli stili dell'electronica, e risente l'influenza di stili quali la proto-ambient di Fripp & Eno e del rock progressivo, nonché di compositori sperimentali quali Edgard Varèse, Karlheinz Stockhausen, Pierre Henry, Terry Riley e Steve Reich. La Berlin School viene eseguita con dei sintetizzatori e sequencer ed è caratterizzata da sonorità tenebrose e meditative che rievocano il cosmo.

## Storia ed esponenti
Benché il termine venga usato per identificare lo stile di Klaus Schulze e Tangerine Dream, divenuti i massimi esponenti della stilistica, la Berlin School venne inventata negli anni sessanta da Christopher Franke e Thomas Kessler che contribuirono a definire lo stile. Successivamente, Franke divenne membro dei Tangerine Dream rimanendovi per molti anni. Oltre ai già citati musicisti, altri esponenti della Berlin School includono gli Organisation (presto divenuti noti con il nome Kraftwerk), gli Ashra, Edgar Froese (membro fondatore dei Tangerine Dream), Didier Bocquet, Richard Pinhas, Jim Kirkwood, Steve Roach, i Sankt Otten e i Nightcrawlers. Benché non si possano considerare veri e propri esponenti di Berlin School, Vangelis, Jean-Michel Jarre e molti altri artisti new Age emersi lungo gli anni ottanta ne hanno risentito l'influenza.